# 449 a. C.
El año 449 a. C. fue un año del calendario romano prejuliano. En el Imperio romano se conocía como el Tercer año de los decenviros y el Año del consulado de Potito y Barbado (o menos frecuentemente, año 305 Ab urbe condita).

## Acontecimientos

### Antigua Grecia
- Paz de Calias. Tratado que puso fin a la tercera guerra médica. Licia es fijada como frontera entre el Imperio persa y Atenas, a las polis (ciudades griegas) de Asia Menor se les reconoce su autonomía y las tropas atenienses debe evacuar Chipre y reconocer la soberanía persa sobre Egipto.
- Fin de la segunda guerra sagrada. Esparta derrota a los focenses en Delfos.

### República Romana
- Derrota de un ejército romano de 3 legiones en Éreto frente a los sabinos y de un ejército romano de 5 legiones en Álgido frente a los ecuos.
- Asesinato del tribuno Lucio Sicio Dentato. Segunda secesión de la plebe en el Monte Sacro.
- Caída de los decenviros. Los pretores romanos toman el nombre de cónsules.

## Nacimientos
- Metrodoro de Quíos

- Datos: Q234820